# Факти минулого дня
«Факти минулого дня» (рос. «Факты минувшего дня») — російський радянський художній фільм 1981 року, виробнича драма режисера Володимира Басова, за романом  Юрія Скопа «Техніка безпеки».

## Сюжет
Дія відбувається приблизно на початку 1980-х років у Заполяр'ї на гірничодобувному комбінаті. Давно наболіле питання докорінної перебудови виробництва викликає гарячі суперечки протидіючих сторін. Як забезпечити безпечну роботу гірників і не знизити продуктивність праці? Між директором і головним інженером підприємства виникає конфлікт…
Зйомки фільму проводилися в Хібінах, на рудниках біля міст Апатити і Кіровськ.

## У ролях
- Андрій Мартинов —  Кряквін
- Михайло Ульянов —  Міхєєв Іван Андрійович
- Владислав Стржельчик —  Сорогін Василь Максимович
- Олександр Абдулов —  Григорій Гаврилов
- Людмила Чурсіна —  Міхєєва Ксенія Павлівна
- Валентина Теличкина —  Варвара Кряквіна
- Катерина Васильєва —  Зіна
- Лариса Удовиченко —  Неля
- Леонід Куравльов —  Гринін
- Володимир Басов —  Петро Данилович
- Геннадій Юхтін —  Беспятов
- Олександр Ширвіндт —  Шаганський Юрій Миколайович
- Євген Жариков —  Юсін
- Валентина Тализіна —  Віра
- Лев Борисов —  Скороходов
- Микола Засухин —  Керрол Найк
- Олена Вольська —  санітарка
- Юрій Леонідов —  начальник комбінату «Північний»
- Алевтина Румянцева —  санітарка
- Давид Квірцхалія —  Серьога
- Костянтин Тиртов —  Гаврилов-старший
- Володимир Смирнов —  Тучін
- Володимир Пожидаєв —  Сиркін
- Віктор Філіппов —  Клибін
- Розаліон-Сошальська Варвара Володимирівна —  Мати Кряквіна
- Наталія Острикова —  Валюша, подруга Зіни
- Валентина Ушакова —  Гаврилова, мати Григорія
- Олена Фетисенко —  Фіолетова («молодіжний рейд»)
- Людмила Цвєткова —  директор клубу
- Володимир Мащенко —  партієць на нараді у Кряквіна
- Юрій Потьомкін —  учасник наради у Кряквіна (немає в титрах)
- Валерій Любцов —  епізод
- Хочинський Олександр Юрійович — озвучування, пісня «Я і гітара» (В. Баснер — М. Матусовський)
- Хіль Едуард Анатолійович — вокал, пісня «Планету обладнаємо на совість» (В. Баснер — М. Матусовський)

## Знімальна група
- Сценарій:  Юрій Скоп,  Володимир Басов
- Режисер:  Володимир Басов
- Оператор:  Ілля Міньковецький
- Художник:  Олександр Макаров
- Композитор:  Веніамін Баснер